# دیوید کیپیانی
دیوید کیپیانی (گرجی: დავით ყიფიანი؛ ۱۸ نوامبر ۱۹۵۱ – ۱۷ سپتامبر ۲۰۰۱) بازیکن و مربی فوتبال گرجی‌تبار اهل اتحاد جماهیر شوروی سوسیالیستی بود.
از باشگاه‌هایی که در آن بازی کرده‌است می‌توان به باشگاه فوتبال دینامو تفلیس اشاره کرد.
وی همچنین در تیم ملی فوتبال شوروی بازی کرده‌است.